# Suprême NTM
Suprême NTM, ou simplement NTM, est un groupe de français de hip-hop, originaire de la Seine-Saint-Denis, actif entre 1990 et 2001. Composé principalement de deux rappeurs, JoeyStarr (Didier Morville) et Kool Shen (Bruno Lopes), le groupe marque les débuts du rap des années 1990 en France. Il se reforme en 2008 (célébrant les vingt ans du groupe) et en 2018 (pour les trente ans), sans annoncer de nouvel album et pour une tournée événement nationale. Le groupe est considéré, avec IAM, comme le premier groupe de rap français ayant marqué le hip-hop français avec un succès à portée nationale et une large médiatisation.
Les deux rappeurs Joeystarr et Kool Shen revendiquent leurs origines banlieusardes du département 93, c'est-à-dire, de jeunes ayant vécu dans un milieu défavorisé. Appartenant à un groupe de graffeurs, le groupe s'appelle à ses débuts 93 NTM, identité représentative de leurs origines,. Si NTM est connu avant 1998 pour son hostilité à l'égard de la police, des paroles virulentes, et une bataille juridique avec les autorités françaises, le groupe est aussi réputé pour ses paroles ouvertement critiques du racisme et des inégalités de classe dans la société française, portant un constat d'urgence sur l'état des banlieues,.
Dans ce groupe voulu « réaliste » ou « authentique » par ses auteurs, le contraste entre les styles est marqué : alors que Joeystarr a un flow relativement lent, des paroles agressives, des textes plutôt engagés, une voix profonde, résonnante et éraillée, Kool Shen possède un flow plus lyrique, des paroles plus mélancoliques et poétiques. Leur style évolue entre rap hardcore et rap conscient tout en passant par le rap « festif » comme dans le single La Fièvre ou Pass pass le oinj qui ont contribué à sa popularité. Certains[Lesquels ?] albums sont clairement influencés par la funk, la soul et le reggae. Au total, quatre albums studios ont été publiés par Sony Music Entertainment sous le label Epic Records.
En 1998, le groupe sort son dernier album, Suprême NTM. Ce disque, qui contient le morceau Laisse pas traîner ton fils, connaît un grand succès commercial avec plus d'un million d'albums vendus. Joeystarr et Kool Shen lancent alors chacun leur propre label. Ils font ainsi la promotion de nouveaux groupes et créent de nouvelles branches dans d'autres domaines telle l'industrie du vêtement (Kool Shen donne naissance à la marque 2 High, Joeystarr crée Com8).
Alors que le groupe existe encore officiellement, sa notoriété est utilisée en 2000 pour promouvoir un duel musical entre leurs deux labels. Malgré la déclaration de Kool Shen en 2004 : « On en a fini avec NTM en 98 », le groupe se reforme le temps d'une tournée nationale en 2008. À Bercy, les trois premiers concerts tournent à guichets fermés, confirmant le succès de retrouvailles attendues par les fans.
En 2018, NTM remonte sur scène lors d'une tournée-événement nationale qui célèbre les trente ans du groupe, à nouveau couronnée de succès.

## Biographie

### De la rencontre à 93 NTM (1983-1988)

L'existence du nom NTM commence par une campagne d'autopromotion sur les murs de Paris, de graffs sauvages du trigramme maintenant bien connu, à l'image de ceux sur ce camion.

Avant 1988, le groupe se compose principalement de JoeyStarr (Didier Morville), Kool Shen (Bruno Lopes) et DJ S (Franck Loyer). Ils sont tous trois originaires du département de la Seine-Saint-Denis en banlieue parisienne. DJ S et Kool Shen se connaissent depuis l'enfance. Le jeune Didier (et futur JoeySarr) les rencontre en CM1 mais aucune amitié particulière ne se crée alors. En juillet 1983, des danseurs hip-hop américains effectuent une prestation sur la place du Trocadéro ; JoeyStarr et Kool Shen, qui y sont allés séparément, sont tous deux marqués par cette prestation. Apprenant que Joey était également présent, Kool va à sa rencontre dans la cité voisine ; ils commencent tous deux à s'entraîner à la danse.
JoeyStarr et Kool Shen se font ainsi d'abord connaître par la danse – le breakdance pour Shen et le smurf pour Joey – puis par le graffiti, notamment sur la ligne 13 du métro parisien. Ils évoluent alors dans un posse nommé NTM. Celui-ci est formé des D.R.C (Da Red Chiffons) Rockin' Squat, Chi NO, Mode 2, Sign, Dehy et des T.C.G (The Crime Gang) : Sheek, Kaze, Dozer, Reen, Ekinox, Leeds, Majestic, Rital, etc. Le groupe se renforce bientôt en s'associant avec les 93 M.C. (Kea, Swen, Lazer, Mam, Mao, Boa, Fame, exeo, Reak, Kast, Acid, Arys, Kar, Rowe, Naze, etc.) de Saint-Denis, donnant naissance au 93 NTM dont les personnalités marquantes sont alors Tex, Kay One, Aro, Meo, Solo, Colt , etc..
NTM est à la base un groupe de « Graffiti Writers » (et même selon JoeyStarr, des « Graffiti Kingz »). Les deux compères se tournent par la suite vers une autre discipline du hip-hop après avoir vu le groupe Assassin, leurs amis du posse 93 NTM, faire du rap au Globo pendant les soirées Chez Roger Boîte Funk en 1987-1988. Suprême NTM se serait formé aussi par défi, à la suite d'une discussion entre Jhony Go – auteur avec Destroy Man du premier maxi de rap français sorti par une major. Jhony Go leur explique en effet un soir dans le métro que « le rap est une branche du hip-hop réservée à une élite dont eux, ces Graffiti Kingz aux mains tachées de peinture, ne feront sans doute jamais partie ».
Cet affront allume la mèche : « Le soir même, on a commencé à écrire des conneries. (…) Les trois premiers textes parlaient de graffiti. » Kool Shen tempère un peu cette anecdote : « Il ne faut pas monter cette histoire en légende non plus, on rappait déjà un peu à ce moment-là, on faisait quelques textes. C’était sans prétention, on écrivait pour nous. Je me souviens du premier texte Dur comme roc, qui parlait du graff avec trois-quatre lyrics. On faisait ça en réaction à Squat [du groupe Assassin] qui lui déjà était à fond, il passait au Globo. Nous, on se foutait de sa gueule gentiment parce que le rap ne pouvait pas être en français à l’époque. Mais petit à petit, on tombe dedans. On se prend au jeu. » JoeyStarr n'a qu'un vœu, réussir : « Nous avons commencé la musique avec cette ambition : soit on cartonne, soit c'est la honte (...) On venait pour tout brûler, pas pour faire de l'entre-deux. En danse, nous étions dans le top-ten. En graffiti, nous étions dans le top-ten. Si on faisait du rap… il fallait qu'on soit dans le top-ten,. »

### Débuts etAuthentik(1988-1991)
À partir de 1988, NTM sort sa 1ere maquette et apparaît publiquement sur Radio Nova dans l'émission de Dee Nasty et Lionel D, le Deenastyle. Le groupe participe aussi à un concert avec d'autres rappeurs français le 26 mars 1989 à l'Élysée Montmartre. Il donne un autre concert à Élancourt en 1990, avec le groupe Zebda en première partie. En 1990, leur titre Je rap paraît sur la première compilation de rap français : Rapattitude. Les majors du disque commencent à s'intéresser au phénomène rap. Le premier passage télé du groupe a lieu en 1990 dans l'émission Mon Zénith à moi sur Canal+. La prêtresse du punk Nina Hagen, alors compagne du co-manager du groupe Franck Chevalier, a en effet carte blanche pour inviter un groupe d'artistes. À la suite de ce passage télé, ils sont repérés par Epic, un label de Sony, qui les signe.
Le tout premier maxi (quatre titres) du groupe, Le Monde de demain, est publié en 1990. Il marque les esprits et vend plus de 50 000 exemplaires à l'époque. Le Monde de demain sort dans un climat de tension sociale : entre octobre et novembre, de violents affrontements ont opposé policiers et jeunes des cités à Vaulx-en-Velin dans la banlieue lyonnaise, et des manifestations lycéennes particulièrement violentes ont eu lieu à Paris.
Un an plus tard, le 3 juin 1991, sort Authentik, leur premier album. Les morceaux les plus connus en sont Le Monde de demain, L'argent pourrit les gens, C'est clair, Authentik, et Freestyle auquel participe Rockin' Squat, entre autres. L'album s'écoule à 90 000 exemplaires en quelques mois. Après une tournée en France, NTM remplit le Zénith de Paris le 24 janvier 1992 ; c'est dans un froid glacial qu'attendent des centaines de jeunes des cités de Seine-Saint-Denis et d'autres fans venu de tout Paris pour découvrir NTM sur scène pour un concert considéré comme légendaire : NTM donne tout sur scène, le public est complètement déchaîné, les 6 200 personnes qui assistent au concert savent qu'ils vivent un moment historique pour le groupe[réf. nécessaire]. C'est la première fois qu'un groupe de rap remplit une si grande salle grâce à sa notoriété[réf. nécessaire].

### J'appuie sur la gâchetteet polémique (1993)
Le deuxième album de NTM, 1993... J'appuie sur la gâchette, est publié le 15 mars 1993. Il est composé principalement par DJ S. Le morceau Police entraînera une enquête, classée sans suite. En mars toujours sort le single J'appuie sur la gâchette, qui raconte un suicide. L'album est une déception commerciale[réf. nécessaire] par rapport au précédent opus et ne donne lieu qu'à une mini-tournée de seulement 3 dates en France, plus une date le 7 mai 1994 au Palais des sports de Paris. 1993... J'appuie sur la gâchette est certifié disque d'or quatre ans après sa sortie (en 1997).
NTM participe à l'émission RapLine une première fois le 20 octobre 1990 puis à l'occasion d'un numéro spécial le 16 juillet 1993. Cette 154e émission comporte une critique de Kool Shen sur le rap de MC Solaar.

### Paris sous les bombes,La Fièvreet consécration (1995-1998)

Logo NTM apparaissant sur les albums Paris sous les bombes, et Suprême NTM.

Le 28 mars 1995, le groupe sort son troisième album, Paris sous les bombes, qui marque sa séparation avec le disc jockey et producteur historique du groupe, DJ S. Les morceaux sont composés principalement par DJ Clyde (ex-membre d'Assassin), DJ Max, LG Experience, Lucien et Solo (ex-membre d'Assassin). Trois clips sont réalisés par Seb Janiak : Tout n'est pas si facile, Qu'est-ce qu'on attend et La Fièvre (qui remporte le plus de succès) et regroupés dans un court métrage, Paris sous les bombes. L'album, dont le titre joue sur l'ambiguïté du mot « bombes » (la chanson-titre évoque en réalité les bombes aérosols des graffiteurs), se vend à 500 000 exemplaires. Le 9 juin 1995, NTM donne un concert au Zénith de Paris pour la deuxième fois de son histoire. Devant le succès de sa tournée, le groupe la prolonge avec trois concerts au Bataclan de Paris les 18, 19 et 20 novembre 1995.

Sigle du label de JoeyStarr, B.O.S.S..

Suprême NTM, l'album de la consécration paraît le 20 avril 1998. Le jour de la sortie, 40 000 disques sont vendus. Ce quatrième album du groupe comporte les morceaux Ma Benz, That's My People, Laisse pas traîner ton fils et Seine-Saint-Denis Style. Ces tubes conduisent NTM à effectuer une tournée dans toute la France, dont le Zénith de Paris le 25 novembre 1998, qui bénéficie d'une deuxième date en raison de l'affluence importante. La série de concerts s'achève le 18 décembre 1998 par un concert à Genève ; il faudra attendre dix ans pour revoir NTM sur scène. Toujours en 1998 JoeyStarr crée le label Boss Of Scandalz Strategyz (BOSS) et Kool Shen IV My People.

### NTM en live et séparation (2000-2001)
Le 28 mars 2000 sort leur premier album live, NTM Live... du Monde de demain à Pose ton gun, et le film du concert au Zénith de Paris du 25 novembre 1998. La même année paraît un documentaire sur le groupe, Authentiques, réalisé par Alain Chabat et Sear (rédacteur en chef du magazine Get Busy). Les rumeurs de séparation sont de plus en plus importantes, mais JoeyStarr et Kool Shen n'excluent pas à l'époque la réalisation d'un cinquième album. En 2001, les deux labels B.O.S.S. et IV My People publient l'album Le Clash. Cette compilation récapitule une série de maxis où chacun des deux labels proposait son remix d'un morceau de NTM. Peu après, toute éventualité de reformation est exclue.

### Évolution de carrière en solo (2001-2016)
Bien qu'en apparence les deux membres du groupe paraissaient proches, il n'en demeurait pas moins qu'hors scène ou caméra, Kool Shen et JoeyStarr menaient leurs vies séparément. Ils écrivaient ainsi leurs textes séparément après s'être mis d'accord sur le thème de la chanson. Depuis 2001, JoeyStarr et Kool Shen poursuivent des carrières solo. Kool Shen sort l'album Dernier Round en 2004, Crise de conscience en 2009 et Sur le fil du rasoir en 2016.
JoeyStarr continue de manier le micro. Son premier album solo, Gare au Jaguarr, est sorti le 16 octobre 2006. Plus tôt cette même année 2006, il a publié sa biographie : Mauvaise Réputation, coécrite avec Philippe Manœuvre ainsi qu'une compilation de ses titres préférés, My Playlist, chez Wagram Music. En 2007, JoeyStarr réalise deux concerts à l'Olympia de Paris les 17 et 18 février. Les deux chanteurs ont chacun créé leur marque de streetwear : 2 High pour Kool Shen et Com8 pour JoeyStarr, qui crée aussi la marque Wild West Indies. Malgré leur séparation, le groupe NTM doit encore honorer un album selon le contrat les liant à leur maison de disques. Les deux rappeurs, malgré leur séparation, se vouent un grand respect mutuel, JoeyStarr ayant déjà qualifié Kool Shen de meilleur rappeur français (lors de l'émission 66 minutes sur M6 : « J'ai eu la chance de faire 4 albums avec celui que je considère comme le meilleur rappeur français. »).

### Retour (2008-2010)

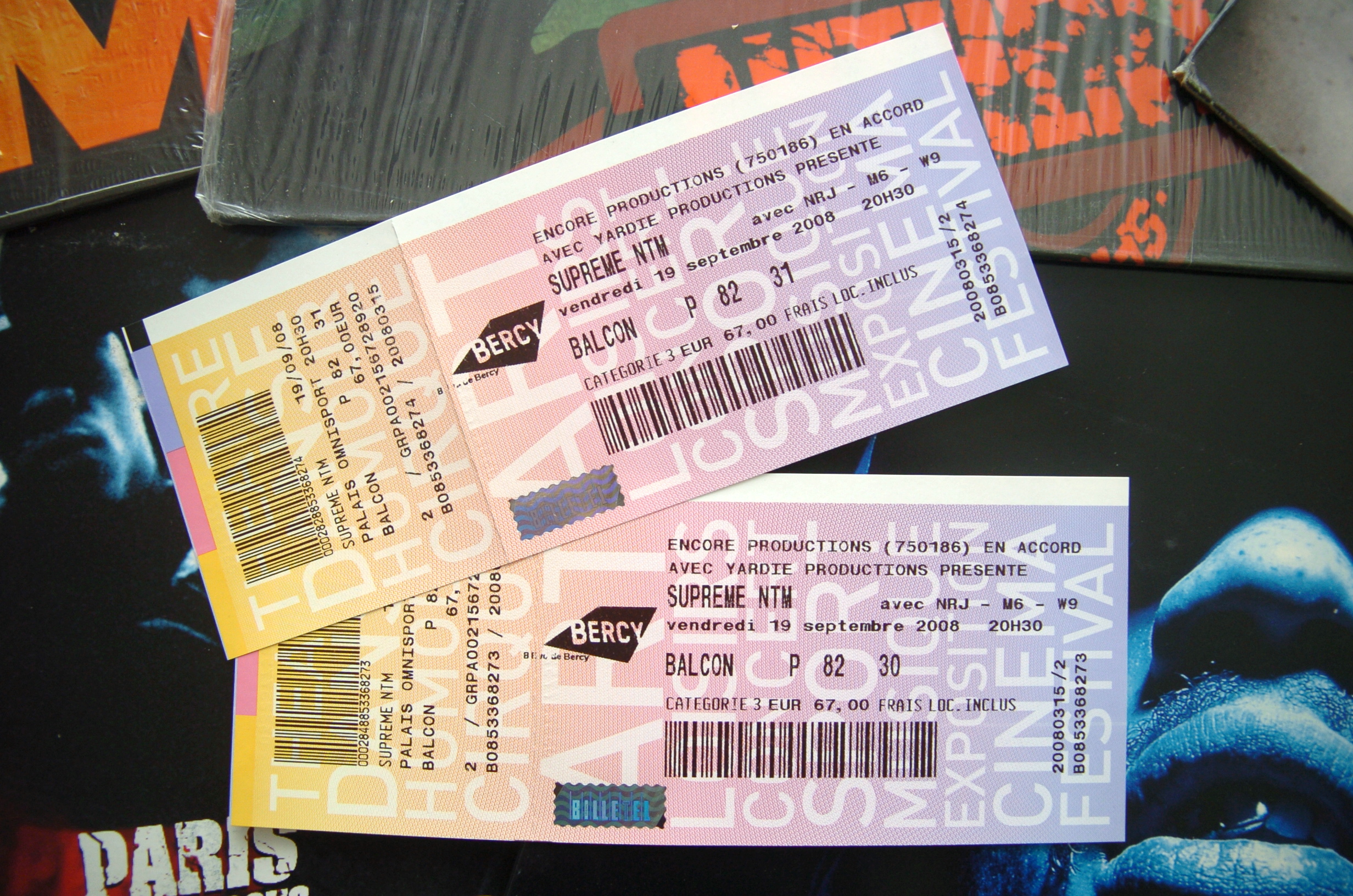
Billets pour le concert du Suprême NTM au Palais Omnisport de Paris-Bercy le 19 septembre 2008.

Depuis fin 2007, des rumeurs sur Internet, annoncent la reformation de NTM. Le 7 mars 2008, la nouvelle est officialisée par la chaîne de télévision musicale MCM,. Six jours plus tard, le duo est invité sur le plateau de l'émission Le Grand Journal de Michel Denisot, diffusée sur Canal+. Avec DJ James et Naughty J aux platines, ils commencent par rapper un live de Seine-Saint-Denis Style puis expliquent les raisons de leur retrouvailles dans une interview[Laquelle ?] et annoncent trois concerts au Palais omnisports de Paris-Bercy les 18, 19 et 20 septembre 2008. Étaient également présents sur le plateau Pascal Obispo et Olivier Besancenot, ami de JoeyStarr ; tous deux sont parrains du collectif Devoirs de mémoires. Pascal Obispo rend hommage aux deux rappeurs : « Certains textes et paroles de NTM sont à placer au niveau de Léo Ferré. » La comparaison avait déjà été faite en 1995 par Christophe Lameignère, le directeur de production de leur maison de disques, Epic Records : « Ils sont des chroniqueurs sociaux, proches des Kinks et de Léo Ferré. »
Interviewés par Michel Denisot, JoeyStarr et Kool Shen, malgré le caractère impromptu de leurs retrouvailles récentes, ont l'impression « de s'être quittés, il y a à peine une heure ». Quant à la reformation du groupe, JoeyStarr répond : « Parce qu'on est contents d'être là, et… à part quelques exemples concrets, le rap français sur scène n'existe plus. » Selon Kool Shen, « une série de circonstances a fait le reste : Sébastien Farran [leur manager] a fait le lien, le "best-of" a joué un rôle,, l'opportunité du stade de France a été ratée. » Concernant la représentation du nom du groupe, Shen répond que : « Je ne sais pas si ça a réellement eu un sens, c'était juste ce qu'on écrivait sur les murs parce qu'on faisait des graffitis, donc on n'avait pas de raisons d'être exposé médiatiquement, on s'est appelé Nique Ta Mère. C'était une façon aussi de mettre ce qu'on avait envie de lâcher sur les murs, après on a fait du rap et donc on a gardé le même nom, et puis ca nous a pas empêché de faire la suite. » Concernant le succès du groupe, Kool Shen déclare : « Le fait qu'on corresponde à une époque, à un moment donné on a lâché un discours qui correspondait à des gens (...) On avait la réponse de la rue en direct, on passait sur Nova, il y avait un tas de gens qui répondaient. »
Malgré le fait historique que chaque sortie d'album se solde par une actualité sociale chargée dans le domaine des banlieues, NTM se défend de faire du rap politique, mais d'être plutôt, selon leurs dires, le haut-parleur et non les leaders pour une prise de conscience dans les banlieues. Le 18 mars 2008, Marc-Olivier Fogiel les accueille dans son émission T'empêches tout le monde de dormir et évoque l'engouement des fans pour ces retrouvailles : 45 000 places vendues en trois jours (depuis le 15 mars[réf. nécessaire]). Quant à la question que tous les fans se posent, ils répondent qu'aucun nouvel album n'est prévu. JoeyStarr précise : « Rien n'est impossible, puisque Kool Shen voulait arrêter le rap en 2007. » Joey réitère ce qu'il avait dit à Denisot cinq jours auparavant : « On ne fait pas Bercy pour gagner avant toute chose de l'argent, sinon on aurait préparé un packaging ». L'important n'est pas là, précise-t-il, mais plutôt du côté des fans : « On va déjà commencer par voir comment on retrouve nos sensations ». JoeyStarr conclut par une promesse d'ambiance adressée aux fans : « Vous allez voir…. ». Pour assurer la mise en scène ses concerts tant attendus, le groupe fait appel à Julien Pelgrand, dont le travail sera salué par la critique. Le concert est nommé aux 24eme Victoires de la Musique dans la catégorie "Spectacle musical, tournée ou concert de l'année".
Le 18 avril 2008, près d'un mois après, une tournée dans toute la France (Marseille, Strasbourg, Bordeaux, Toulouse, Montpellier, Lyon, Lille, Saint-Herblain) est annoncée du 2 au 24 octobre 2008. Elle commencera à Genève (Suisse) et finira au Zénith de Nantes. Neuf dates sont programmées. Deux dates supplémentaires au POPB de Bercy sont ajoutées le 22 et le 23 septembre 2008. Le 15 juin 2008, Kool Shen réitère le sérieux de son engagement : « Si on s'est remis pour faire Bercy, ce n'est pas pour blaguer. » Le 23 juin 2008 se déroule à l’Olympia un concert « privé » exceptionnel du groupe ou JoeyStarr déclarera finalement : « On n'est pas là pour régler des comptes avec le hip-hop français. » Lord Kossity en est l'invité surprise[réf. nécessaire]. Et Sefyu joue en première partie. En 2009, JoeyStarr participe au refrain du titre J'reviens sur l'album de Kool Shen, Crise de conscience. La même année parait le CD/DVD live du concert à Bercy.
En 2010, le groupe joue au Parc des Princes, devenant ainsi le premier groupe de rap à remplir un stade, ; Sexion d'Assaut assure la première partie.

### Annonce de retour sur scène et nouvelle tournée (2017-2018)

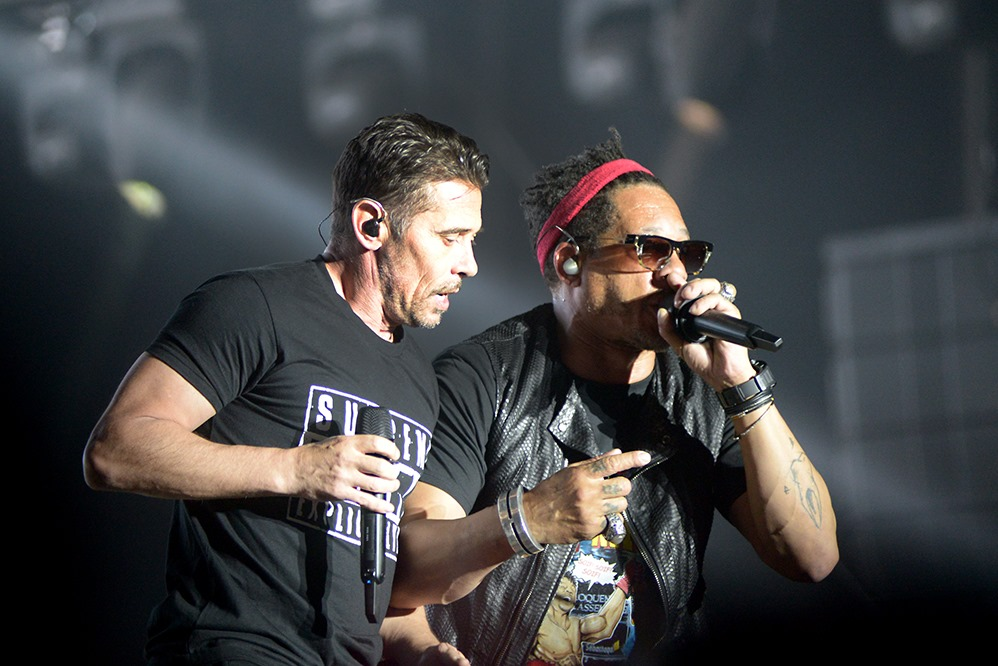
Bruno Lopes, alias Kool Shen, et Didier Morville, alias JoeyStarr, sur la scène du Festival de Beauregard en 2019.

En début 2017, le groupe NTM annonce son retour sur la scène du Zénith de Paris en 2017. Le concert est finalement annulé mais quelques mois plus tard, JoeyStarr et Kool Shen annoncent qu'ils remontent sur scène en 2018, encore à Bercy (salle devenue AccorHotels Arena) pour deux concerts les 9 et 10 mars 2018. Toutes les places ayant été vendues seulement neuf minutes après l'ouverture des ventes, un troisième concert est programmé pour le 8 mars. À la suite de cela, le groupe effectue une tournée à travers la France en participant à un certain nombre de festivals dont le Festival ODP Talence de Bordeaux, les Francofolies de La Rochelle, le Festival Fête du Bruit dans Landerneau à Landerneau, Le Cabaret Vert de Charleville-Mézières ou encore la Fête de l'Humanité à la Courneuve le 14 septembre qui conclut la tournée. Parmi ceux qui participent à la tournée, on compte DJ Pone et DJ R-Ash pour les DJs, Raggasonic, Busta Flex, Lord Kossity, Zoxea, Graindsable, Nathy Boss ou encore Sofiane qui effectue les premières parties. Les rappeurs Jaeyez, Oxmo Puccino et Le Rat Luciano étaient également invités pour les trois concerts de l'AccorHotels Arena les 8, 9 et 10 mars 2018.
En septembre 2018, NTM participe au single Sur le drapeau de Sofiane pour l'album 93 Empire, album réunissant une pléiade de rappeurs issus du département de la Seine-Saint-Denis. Le titre est interprété sur scène par NTM et Sofiane pour la première fois lors de la Fête de l'Humanité. Le morceau est effectué deux fois et l'instant capturé en vidéo afin de figurer dans le clip vidéo. Réalisé par Leïla Sy, le clip sort officiellement le 26 septembre 2018 soit douze jours après le concert de la Fête de l'Humanité.
Le lundi 18 mars 2019, le groupe annonce officiellement sa dissolution.

## Controverses

### Conflits avec l'autorité
Malgré sa popularité en France, dans le reste de l'Europe et au Canada, NTM a été très critiqué pour la virulence de ses paroles. Le 14 juillet 1995, lors d'un concert à La Seyne-sur-Mer organisé par SOS Racisme pour protester contre l'élection d'un maire Front national à Toulon, le Suprême NTM interprète le titre Police : pour introduire le morceau, JoeyStarr insulte et crie sa haine de la justice et de la police. Cela leur vaudra en novembre 1996, en première instance au tribunal correctionnel de Toulon, une condamnation à trois mois de prison ferme (et trois mois avec sursis) ainsi que six mois d'interdiction « d'exercer la profession de chanteur de variétés », pour « propos outrageants » envers les forces de l'ordre lors d'un concert à La Seyne-sur-Mer. NTM fait appel et, en juin 1997, la cour d'appel d'Aix-en-Provence allège le jugement du tribunal de Toulon et condamne Kool Shen et JoeyStarr à 50 000 francs d'amende (environ 7 600 €) et deux mois d'emprisonnement avec sursis.[réf. nécessaire].

### Nom du groupe
Il est composé de l'adjectif « Suprême » et de « NTM ». Dans le langage familier, « NTM » (« Nique Ta Mère ») est une insulte. Au premier degré et dans son acception soit au sens propre, c'est une insulte incestueuse liée à la mère. Ou « fornique avec ta mère ». Pourtant, le groupe dément l'interprétation au premier degré de son nom face aux médias qui recherchent le sensationnel,. Les trois initiales sont favorables à des jeux de mots. C'est pourquoi plusieurs rétroacronymes sont apparus : « Le Nord Transmet le Message », « Nord Trop Mortel », « N'aime que Ta Maman », etc. Proférer de telles insultes face aux pouvoirs publics est passible de peines de prison. La variante arabisante « Nicoumouk », utilisée par NTM dans leurs paroles, traduit la même insulte en arabe.
Dans le documentaire Authentiques d'Alain Chabat et Sear, le sens du verbe « niquer » peut être transformé par une expression proche comme « faire la nique à quelqu’un » qui signifie un « geste fait en signe de mépris ou de moquerie ». L'expression Nique Ta Mère étant plus commune dans les banlieues, elle choque moins par son usage dans ce milieu là. Au niveau national, ce nom de groupe a déjà fait l'objet de nombreuses controverses du fait de son caractère choquant et insultant. Malgré cela, il n'a jamais été changé. Le duo des chanteurs décode donc l'abréviation NTM par un mouvement de contestation des inégalités sociales comme un « Va t' faire voir »,. Il revendique sa liberté d'expression par cette abréviation qui n'était, avant la création du groupe, qu'un simple tag dans le métro, sans vouloir lui donner un sens initial. Pourtant, selon Kool Shen, « choisir pour nom NTM conditionne l'écriture ».
Depuis l'album 1993... J'appuie sur la gâchette et les paroles de C'est clair, le sens profond du symbole NTM est expliqué par le groupe : « NTM combat pour la jeunesse ». Au-delà du nom du groupe qui choque, les deux rappeurs veulent faire passer un message d'alerte aux politiques : celui de la justice sociale pour tous, de ne pas délaisser les jeunes désœuvrés des cités banlieusardes, de s'occuper du problème de la pauvreté, voire de trouver une solution au problème de la « racaille ».
Dans une interview, JoeyStarr confie une explication de l'adjectif « Suprême » qui sous-entend l'excellence du groupe mais a aussi un côté auto-dérision, pour ne pas trop se prendre au sérieux, créant ainsi un contraste entre l'adjectif élogieux et les initiales vulgaires[réf. nécessaire].

## Influences musicales
Alors qu'ils ne rappent pas encore, Kool Shen et JoeyStarr sont influencés par les « free jams » organisées par Dee Nasty en 1986 où certains rappeurs prennent le micro. Proches du groupe Assassin, ils collaborent avec Rockin' Squat notamment pour le morceau Freestyle (sur le premier album des NTM) ; Rockin' Squat est cité élogieusement par le groupe dans Pour un Nouveau Massacre, sur leur deuxième album (Le Hardcore est à la baisse/Seul Assassin, original, jamais ne cesse/Clyde, Solo et l'Impérial gardent notre estime/Hardcore est la rime).
Dans Tout n'est pas si facile, le groupe cite quelques références. Celles-ci ont pu influencer, du moins ont été appréciées par NTM : Lucien Révolucien, Dee Nasty, Meo et Colt.

## Membres

### Derniers membres
- JoeyStarr, né Didier Morville à Saint-Denis le 27 octobre 1967 en Seine-Saint-Denis (France, d'ascendance martiniquaise), surnommé « la grosse caisse » (flow des basses), alias Jaguarr Gorgone, Double R, L'Expert de la Maison Mère : rappeur français, tagueur et cofondateur du groupe.
- Kool Shen, né Bruno Lopes à Saint-Denis, le 9 février 1966 (d'origine portugaise et bretonne), surnommé « la caisse claire » : rappeur français, breaker et graffeur et cofondateur du groupe.

### Anciens membres
- DJ Concepteur Detonateur S (DJ S), de son vrai nom : Franck Loyer. Il produit les deux premiers albums Authentik et 1993... J'appuie sur la gâchette avant de quitter le monde de la musique.
- Animalxxx / AL.X / AX.L / Mr. 3 (danseur, rappeur, membre du groupe Psykopat)
- Reak / Bad Reak (danseur, rappeur, membre du groupe Psykopat)
- Zeedya / Yazid (danseur, rappeur)
- Kast (danseur, choriste)
- Lady V (danseuse), de son vrai nom Virginie Sullé, à qui Kool Shen rend hommage dans son morceau Un ange dans le ciel sur son album solo Dernier Round

### DJ et producteurs
- Solo (ancien membre du groupe Assassin)
- DJ Clyde (ancien DJ du groupe Assassin)
- DJ Max
- Lucien Papalu
- DJ Spank
- DJ James
- DJ Naughty J
- DJ Pone (tournée 2018)
- LG experience (producteur américain)

## Discographie

### Albums studio
- 1991 : Authentik
- 1993 : 1993... J'appuie sur la gâchette
- 1995 : Paris sous les bombes
- 1998 : Suprême NTM

### Albums live
- 2000 : NTM Live... du Monde de demain à Pose ton gun
- 2009 : On est encore là : Bercy 2008
- 2021 : La Der. L'Ultime Concert à l'Accorhotels Arena

### Compilations
- 2001 : Le Clash
- 2007 : Best of
- 2009 : Triple Best of
- 2018 : Anthologie

### Singles et EP
- 1990 : Le monde de demain
- 1991 : Authentik Remix (remixé par Kirk Yano)
- 1991 : Soul Soul Remix (remixé par Kirk Yano)
- 1992 : Boogie Man (maxi inédit contenant deux titres live enregistrés au Zénith lors de la tournée de 1991-1992)
- 1993 : J'appuie sur la gâchette
- 1995 : Aiguisé comme une lame de Raggasonic avec NTM invité
- 1995 : Tout n'est pas si facile
- 1995 : La Fièvre avec le titre Check the flow en face B
- 1995 : NTM Live (5 titres enregistrés le 9 juin 1995 au Zénith de Paris)
- 1996 : Qu'est-ce qu'on attend
- 1996 : Come Again 2 - Le retour avec Big Red
- 1996 : Affirmative Action Seine-Saint-Denis Style Remix avec Nas
- 1998 : Seine-Saint-Denis Style / Laisse pas traîner ton fils
- 1998 : Ma Benz avec Lord Kossity
- 1998 : 93 Party (6 titres enregistrés lors de la tournée 1998)
- 1999 : That's My People avec Je vise juste (remix) en face B
- 1999 : Pose ton gun avec On est encore là (Part II) en face B
- 2000 : Pass pass le oinj avec Paris sous les bombes en face B
- 2018 : Sur le drapeau (avec Sofiane), titre de la compilation 93 Empire
- 2019 : Mosh Pit (avec Lord Kossity et Suprême NTM), titre de FFB

### Remixes
- 2000 : Police (IV My People Remix) / L’argent pourrit les gens (B.O.S.S. Remix)
- 2000 : NTM le clash BOSS vs IV My People Round 1
- 2000 : NTM le clash BOSS vs IV My People Round 2
- 2001 : NTM le clash BOSS vs IV My People Round 3
- 2001 : NTM le clash BOSS vs IV My People Round 4
- 2001 : NTM le clash BOSS vs IV My People (maxi)
- 2001 : NTM le clash BOSS vs IV My People Round 5

## Filmographie
- 1996 : Court-métrage Paris sous les bombes réalisé par Seb Janiak et sorti au format VHS, intégrant un film, les clips de l'album éponyme et des extraits du concert enregistrés au Bataclan en novembre 1995 et au Montreux Jazz Festival
- 2000 : NTM Live concert filmé du groupe enregistrés au Zénith de Paris les 24 et 25 novembre 1998.
- 2000 : Authentiques : 1 an avec le Suprême, film réalisé par Sear et Alain Chabat
- 2001 : NTM le clash BOSS vs IV My People
- 2008 : In Live With NTM, documentaire de 4'03 réalisé par Étienne Perrin sur la reformation du groupe en 2008.
- 2009 : On est encore là : Bercy 2008, concerts enregistrés au Palais omnisports de Paris-Bercy les 19 et 20 septembre 2008
- 2021 : La der-l'ultime concert à l'Accorhotels Arena, concert enregistré au Palais omnisports de Paris-Bercy en 2019.
- 2021 : Suprêmes
- 2022 : Le Monde de demain (série télévisée) , série retraçant les débuts du groupe et du rap en France sur la plateforme Netflix.